# Bernadette Szőcs
Bernadette Szőcs (Târgu Mureș, 5 de marzo de 1995) es una jugadora de tenis de mesa rumana.

## Palmarés internacional
| Campeonato Europeo | Campeonato Europeo | Campeonato Europeo | Campeonato Europeo |
| Año                | Lugar              | Medalla            | Prueba             |
| ------------------ | ------------------ | ------------------ | ------------------ |
| 2011               | Gdańsk-Sopot       | Medalla de plata   | Equipo             |
| 2012               | Buzău              | Medalla de bronce  | Dobles mixto       |
| 2013               | Schwechat          | Medalla de plata   | Equipo             |
| 2015               | Ekaterimburgo      | Medalla de plata   | Equipo             |
| 2016               | Budapest           | Medalla de bronce  | Dobles mixto       |
| 2017               | Luxemburgo         | Medalla de oro     | Equipo             |
| 2019               | Nantes             | Medalla de oro     | Equipo             |
| 2022               | Múnich             | Medalla de plata   | Dobles mixto       |
| 2022               | Múnich             | Medalla de oro     | Dobles femenino    |
| Juegos Europeos    |                    |                    |                    |
| Año                | Lugar              | Medalla            | Prueba             |
| 2019               | Minsk              | Medalla de plata   | Dobles mixto       |
| 2019               | Minsk              | Medalla de plata   | Equipo             |